# 舊茲巴拉日
49°39′1″N 25°44′58″E / 49.65028°N 25.74944°E
舊茲巴拉日（烏克蘭語：Старий Збараж）是位於烏克蘭西部特諾皮爾州特諾皮爾區的村莊，始建於1211年，面積2.52平方公里，2001年人口782，人口密度每平方公里310.3人。